# Le Cirque du Capitaine
Le Cirque du Capitaine est une série télévisée québécoise pour enfants, diffusée du 7 septembre 1970 à 1973 sur Télé-Métropole.
Les meilleurs moments ont été rediffusés les samedis de 1973 à 1975 sous le titre Le cirque à son meilleur.
Capitaine Bonhomme est une œuvre littéraire créée par Michel Noël, comédien et écrivain.

## Synopsis
Cette série a été précédée par les séries Le Zoo du Capitaine Bonhomme et Capitaine Bonhomme.
En 1970, Télé-Métropole relance l'émission du Capitaine Bonhomme. Dans un tout nouveau décor représentant une piste de cirque, le Capitaine évolue en compagnie de l'Oncle Pierre (Désiré Aerts), de Madame Irma (Marthe Choquette), du clown Boubou (Jean De Rome) et de marionnettes géantes d'animaux. Un nouveau personnage, Freddy Washington, était censé rejoindre l'équipe à l'automne 1971, mais le comédien qui devait l'interpréter, Olivier Guimond, est hospitalisé et ne peut participer à l'émission. Pour expliquer l'absence de Freddy, le capitaine invite le public à la patience en prétextant que son cousin américain est en route vers Montréal à vélo...
Atteint d'un cancer, Olivier Guimond décède le 29 novembre 1971. En janvier 1972, André Ouellette, ancien réalisateur de Télé 7, décide qu'il est temps de songer à le remplacer et crée un rôle de clown pour Jacques Desrosiers. C'est ainsi que Patof fait son apparition. Multipliant les rôles et les situations loufoques, le joyeux quatuor s'en donne à cœur joie et captive un public jeune et moins jeune.

## Distribution
- Désiré Aerts : Oncle Pierre
- Marthe Choquette : Madame Irma
- Jean De Rome : Boubou le clown
- Jacques Desrosiers : Patof (qui remplace Boubou le clown), Billy Bang Bang, Zéphyrin, Little Tommy
- Edgar Fruitier : voix de marionnette géante
- Roger Giguère : Midas, bruiteur (parfois appelé Itof par Patof)
- Benoît Marleau : voix de marionnette géante
- Michel Noël : Capitaine Bonhomme
- Suzanne Valéry : voix de marionnette géante

## Discographie

### Albums
| Année | Album                                                   | Étiquette    | Classement | Notes          |
| ----- | ------------------------------------------------------- | ------------ | ---------- | -------------- |
| 1971  | Le Capitaine Bonhomme                                   | Trans-Canada | —          |                |
| 1972  | Patof en Russie                                         | Campus       | N°5        | Album de Patof |
| 1972  | Patof chez les esquimaux                                | Campus       | —          | Album de Patof |
| 1972  | Patof chez les coupeurs de têtes                        | Campus       | —          | Album de Patof |
| 1972  | Patof dans la baleine                                   | Campus       | Top 50     | Album de Patof |
| 1972  | Patof chez les petits hommes verts                      | Campus       | Top 50     | Album de Patof |
| 1972  | Patof chez les cowboys                                  | Campus       | Top 50     | Album de Patof |
| 1973  | Patof chante 10 chansons pour tous les enfants du monde | Campus       | Top 50     | Album de Patof |

### Simples
| Année | Simple                                                       | Étiquette    | Classement | Notes                                                 |
| ----- | ------------------------------------------------------------ | ------------ | ---------- | ----------------------------------------------------- |
| 1972  | Des noix et des oranges – Historiettes pour enfants          | Trans-Canada | —          | Simple de l'Oncle Pierre et Madame Irma               |
| 1972  | Patof Blou (enfants) – Patof Blou (adultes)                  | Campus       | N°1 —      | Simple de Patof; Disque d'or (100 000 copies vendues) |
| 1972  | Patof le roi des clowns – Ballade pour un clown (Dis Patof?) | Campus       | N°2 —      | Simple de Patof; Disque d'or (100 000 copies vendues) |
| 1973  | The King of Clowns – Dear Patof                              | Polydor      | —          | Simple de Patof                                       |
| 1973  | Oh! Les enfants – On m'applaudit                             | Campus       | N°14 —     | Simple de Patof                                       |

### Compilation
Voir les discographies de Michel Noël, Jacques Desrosiers et Désiré Aerts.